# Топонимический словарь Горного Алтая
Топонимический словарь Горного Алтая — издание, которое описывает, систематизирует, научно объясняет происхождение иноязычных географических названий Республики Алтай. Предназначен для широкого круга читателей: лингвистов, географов, историков, краеведов.
Автор словаря — Ольга Тихоновна Молчанова, под редакцией Александры Тайбановны Тыбыковой. По состоянию на 2011 год, автор и рецензент являлись докторами филологических наук, профессорами в Горно-Алтайском государственном университете.
Словарь содержит около 3000 словарных статей, которые раскрывают значения 5400 топонимов.
Книга является одним из наиболее авторитетных и полных источников по топонимии Республики Алтай, на который ссылаются авторы различных публикаций.